# Гранд ол опрі

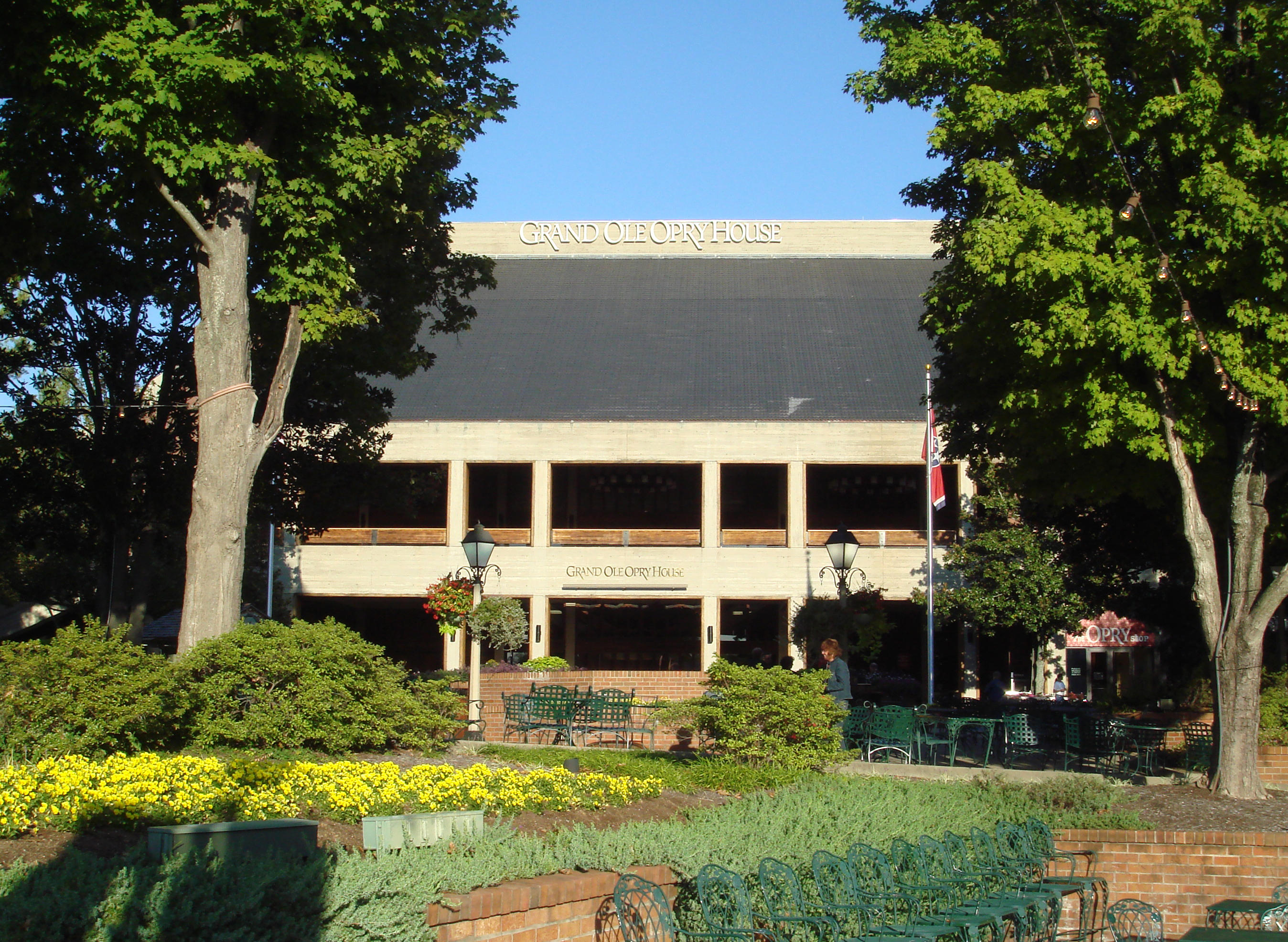
Будинок «Гранд ол опрі» (Нашвілл, Теннессі)

Гранд ол опрі (англ. Grand Ole Opry, [ˈgrænd əʊl ˈɑːpri], дос. «великий старий для кантрі чи народної музики») — американська радіопрограма в стилі кантрі, яка виходить в ефір щосуботи з Нашвілл (Теннессі) на WSM радіо. Це найважливіша радіопередача у стилі кантрі в світі і в той же час найстаріше радіо-шоу в США, яке безперервно транслюється. Перший раз була випущена 28 листопада 1925 року.